# 亜東
亜東（ヤードン、Yadong）とはチベット東部のカム地方出身の歌手。本名は尼瑪沢仁・亜東。代表曲に『向往神鷹』がある。

## 概要
現在の四川省カンゼ・チベット族自治州（甘孜藏族自治州）徳格県の出身。物資局のトラック運転手として材木などを運ぶ仕事をしていた時、ギターを肌身離さず持ち歩いて、仕事の合間に歌を歌っていた。いつしか、歌が上手い運転手がいるということで四川チベット公路沿いのでは有名になり、カンゼ・チベット族自治州の州都康定県（ダルツェド）で、歌舞団と知り合いになり、ステージに立つようになった。
ギターを持って、チベット語と中国語で歌うシンガーソングライターとして、カンゼ・チベット族自治州で人気を博し、1992年秋には四川省でカセットテープ『游子的心』が発売され、心を打つ歌声で「高原歌王」と呼ばれるようになった。
1995年に中国中央電視台の旧正月の人気番組『春節聯歓晩会』に出演したのをきっかけに、中国全土でも有名となり、上海の出版社からCDデビューした。
2005年4月22日に成都市内のバーで酔客に胸を刺されて重傷を負ったが、半年弱のリハビリを経て活動を再開した。
亜東の指導を受けた歌手として根呷がいる。

## アルバム
- 游子的心
- 家園
- 故郷・卓瑪
- 天葬
- 心霊浄土